# Strandfladbælg
Strandfladbælg (Lathyrus japonicus), ofte skrevet strand-fladbælg, er en 20-60 cm lang urt med nedliggende eller opstigende stængler. Den vokser i Danmark på strande og i klitter.

## Beskrivelse
Strandfladbælg er en flerårig urt med en opstigende, klatrende vækst. Stænglerne er kantede, grågrønne, og som regel hårløse med blålig dug. Bladene sidder spredt, og de er ligefinnede med 3-5 par småblade. Bladspidsen er omdannet til en slyngtråd, der af og til kan være forgrenet. Småbladene er ovale og læderagtige med hel rand. Både over- og underside er grågrøn med blålig dug.
Blomstringen sker i juli-august, hvor de rødviolette, uregelmæssige blomster sidder samlet i små klaser fra bladhjørnerne. Frugten er en bælg med mange frø.
Rodnettet består af en krybende jordstængel med en dybtgående pælerod og kraftige siderødder. Planten har symbiose med kvælstofsamlende knoldbakterier på rødderne.
Højde x bredde og årlig tilvækst: 0,50 x 0,50 m (50 x 50 cm/år).

## Voksested
Arten hører hjemme på sandet eller gruset bund langs større søer, havstrande og i bjerge. I Danmark vokser den almindeligt på strande og i klitter over hele landet, undtagen langs Jyllands østkyst.
I klitterne ved bredden af Lake Michigan findes arten sammen med bl.a. ene, Ammophila breviligulata (en art af hjælme), Arabis lyrata (en art af kalkkarse), balsampoppel, Cakile edentula (en art af strandsennep), Festuca saximontana (en art af svingel), hedemelbærris, kæmpesilkeplante, liden præriegræs, Lithospermum caroliniense (en art af stenfrø), markbynke, pil (flere arter), sandkirsebær og Tanacetum huronense (en art af okseøje)

## Underarter
Arten er meget variabel og vidt udbredt. Det har skabt to underarter:
- Klitfladbælg (Lathyrus japonicus ssp. acutifolius)
- Strandfladbælg (Lathyrus japonicus ssp. maritimus)

| Portal | Portal:Botanik |

## Note
1. ↑  Michigan Natural Features Inventory: Open Dunes Community Arkiveret 15. marts 2016 hos  Wayback Machine (engelsk)